# Saint-Diéry
Saint-Diéry is een gemeente in het Franse departement Puy-de-Dôme (regio Auvergne-Rhône-Alpes) en telt 333 inwoners (1999). De plaats maakt deel uit van het arrondissement Issoire. Op 1 januari 2019 is Saint-Diéry uitgebreid met de per die datum opgeheven gemeente Creste. 

## Geografie
De oppervlakte van Saint-Diéry bedraagt 20,2 km², de bevolkingsdichtheid is 16,5 inwoners per km².
De onderstaande kaart toont de ligging van Saint-Diéry met de belangrijkste infrastructuur en aangrenzende gemeenten.

## Demografie
Onderstaande figuur toont het verloop van het inwonertal (bron: INSEE-tellingen).